# Martial Raysse
Martial Raysse (Golfe-Juan, 12 febbraio 1936) è un artista francese.
Vive a Issigeac, in Francia.

## Biografia
Raysse è nato in una famiglia di ceramisti a Vallauris (in Francia) e iniziò a dipingere e scrivere poesie all'età di 12 anni. Dopo aver studiato e praticato atletismo fino ad un livello elevato, ha iniziato ad accumulare "opere" (rifiuti), conservandole. Nel 1958 espose alcuni dei suoi dipinti con Jean Cocteau presso le Galerie Longchamp.
Affascinato dalla "bellezza" della plastica, ha saccheggiato negozi a basso costi per ottenere articoli in plastica e ha poi sviluppato quello che è diventato il suo concetto di "igiene visione"; una visione che mette in mostra i "costumi" (rifiuti) della società. Questo lavoro ha ricevuto l'attenzione e l'apprezzamento della critica nel 1961, e in una galleria commerciale a Milano, la sua mostra ha registrato folle immense dopo 15 minuti prima dell'apertura. Raysse si è poi recato negli Stati Uniti dove è stato coinvolto nella Pop Art di New York City, dedicandosi in particolare alla rivisitazione di ritratti famosi della storia dell'arte.
Nel 2011 raggiunse il record di un'opera d'arte di un artista francese più costosa venduta all'asta (record che sarebbe stato superato poco dopo).

### Attività-gruppoNouveaux Réalistes
Nel mese di ottobre 1960, Raysse, insieme con Arman, Yves Klein, François Dufrêne, Raymond Hains, Daniel Spoerri, Jean Tinguely, Jacques Villeglé e soprattutto il critico d'arte e filosofo Pierre Restany ha fondato il gruppo dei Nouveaux Réalistes. Al gruppo si sono poi aggiunti César, Mimmo Rotella, Niki de Saint Phalle e Christo. Questo gruppo di artisti definisce l'arte come "una nuova prospettiva - un nuovo modo di vedere la realtà". Il loro lavoro è stato un tentativo di rivalutare il concetto di "arte" e "artista" nel contesto di una società dei consumi del XX secolo riaffermando gli ideali umanistici di fronte alla espansione industriale.

### Nel cinema
Raysse ha mostrato vivo interesse anche per il mondo del cinema.
Nel 1971 ha recitato nella pellicola di Jean-Pierre Prévost Jupiter.
Ha poi scritto e diretto il film del 1972 Le grand départ.
Partecipò anche a Par la juste mesure dans le double monde, video-documentario del 1985 di Maurice Benayoun circa l'installazione con lo stesso titolo esposta durante l'ultima Biennale di Parigi.

## Pubblicazioni
- 2012: M. Raysse, Come il percorso è lungo (Paris; Kamel Mennour)